# Église biblique métropolitaine
L’Église biblique métropolitaine (anglais : Metropolitan Bible Church) est une megachurch chrétienne évangélique  non confessionnelle située à Ottawa, au Canada. En 2017, elle comptait une assistance hebdomadaire de 2,700 membres. Elle est affiliée à l'Associated Gospel Churches of Canada.

## Histoire
L’église est fondée en 1931 sous le nom de "Metropolitan Tabernacle". En 1967, elle est renommée "Metropolitan Bible Church".
En 2008, elle a fait la dédicace d’un nouveau bâtiment comprenant un auditorium de 1,500 places. 
En 2017, l'église comptait une assistance de 2,700 personnes.